# Samantha Lang
Samantha Lang (Londra, 8 dicembre 1967) è una regista e sceneggiatrice australiana.
Ha iniziato la sua carriera artistica nel 1993 e da allora ha diretto sette film. Ottenne notorietà internazionale col quarto di essi, Il pozzo, che venne candidato alla Palma d'oro al Festival di Cannes del 1997.
Nel 2000 girò la sua pellicola più controversa: La maschera di scimmia, un thriller erotico con Susie Porter e Kelly McGillis.

## Filmografia
- God's Bones (1993)
- Audacious (1995)
- Out (1995)
- Il pozzo (1997)
- La maschera di scimmia (2000)
- L'idole (2002)
- Carlotta (2013)